# Brontolaemus currax
Brontolaemus currax är en skalbaggsart som beskrevs av Sharp in Sharp och Scott 1908. Brontolaemus currax ingår i släktet Brontolaemus och familjen ritsplattbaggar.

## Underarter
Arten delas in i följande underarter:
- B. c. currax
- B. c. lanaiensis
- B. c. mauiensis